# Aliens: Dark Descent
Aliens: Dark Descent — компьютерная игра в жанре стратегии в реальном времени и тактической ролевой игры. Разработчиком является французская студия Tindalos Interactive, издателем стала компания Focus Entertainment. Действие происходит в рамках франшизы «Чужого». Игра вышла на платформах PlayStation 4, PlayStation 5, Windows, Xbox One и Xbox Series X/S 20 июня 2023 года.

## Игровой процесс
Dark Descent — это стратегия в реальном времени с видом сверху и свободной камерой. Игроки отдают команды отряду, состоящему из четырёх (позже — пяти) морских пехотинцев, которые должны сражаться против разных видов ксеноморфов, а также против враждебных людей. Доступно пять классов, каждый из которых обладает уникальным оружием и способностями. Игроки должны исследовать локации, размещать детекторы движения и турели, перемещать свой БТР на выгодные позиции, отслеживающие перемещения врагов, разрезать или, наоборот, заваривать двери.
В промежутках между миссиями игроки смогут улучшать характеристики персонажей, заботиться не только о физическом, но и о психическом состоянии героев. Из-за сильного стресса персонажи могут вести себя иррационально, промахиваться при стрельбе и даже саботировать миссию. Игрок может эвакуировать членов команды во время миссии, чтобы избежать их гибели. Согласно разработчику, каждая миссия может длиться от 20 минут до часа.

## Сюжет
Действие игры происходит спустя 20 лет после событий, показанных в фильме «Чужой 3». Команда морских пехотинцев должна остановить ксеноморфов, параллельно собирая ресурсы для того, чтобы починить космический корабль «Otago».

## Разработка
Разработчиком игры является французская студия Tindalos Interactive, которая ранее разработала игру Battlefleet Gothic: Armada. Управляющий директор студии Джон Берт сообщил, что игра была вдохновлена как тактическими, так и ролевыми играми. Анонс игры состоялся в июне 2022 года на Summer Game Fest. Игра вышла на платформах PlayStation 4, PlayStation 5, Windows, Xbox One и Xbox Series X/S в 2023 году. В марте 2023 года разработчики опубликовали трейлер, в котором был представлен игровой процесс, а также сообщили дату выхода игры — 20 июня 2023 года.

## Реакция критиков
| Сводный рейтинг       | Сводный рейтинг                       |
| Агрегатор             | Оценка                                |
| --------------------- | ------------------------------------- |
| Metacritic            | (PC) 75/100 (PS5) 74/100 (XSX) 80/100 |
| Иноязычные издания    |                                       |
| Издание               | Оценка                                |
| Eurogamer             | [ 16 ]                                |
| Game Informer         | 8/10                                  |
| GamesRadar+           | [ 18 ]                                |
| Hardcore Gamer        | 4/5                                   |
| IGN                   | 7/10                                  |
| PC Gamer (US)         | 84/100                                |
| Push Square           | [ 22 ]                                |
| Shacknews             | 7/10                                  |
| Русскоязычные издания |                                       |
| Издание               | Оценка                                |
| StopGame.ru           | «Похвально»                           |

Игра получила преимущественно положительные отзывы критиков на PC и Xbox Series X/S — средневзвешенный балл на сайте-агрегаторе рецензий Metacritic составил 75/100 и 80/100, соответственно, и смешанные отзывы на PlayStation 5 (74/100). Российские издания «Игромания» и «Мир Фантастики» включили игру в списки лучших игр 2023 года — первое поместило игру на 2-е место в номинации «Лучшая стратегия/тактика в 2023 году», а второе включило игру в список «Лучшие игры 2023 года, часть 2. 20 великолепных игр» как «Лучшую игровую адаптацию».